# Gilgamesh Night
Gilgamesh Night (ギルガメッシュないと / ギルガメッシュ・ナイト) est un programme rose japonais diffusé d'octobre 1991 à mars 1998 sur les antennes de TV Tokyo les samedis à 1:15. Cette émission d'une durée d'une heure a aidé au lancement de la carrière d'Ai Iijima avant qu'elle se dirige vers le cinéma conventionnel.

## Description
Gilgamesh est l'exemple d'un programme télévisé de variété orienté sur le sexe et très prisé par les japonais. La scène se déroule sous la forme d'un entretien focalisé sur le sexe et est émaillé de sketchs satiriques comme Bathtub Cinema au cours duquel une jeune femme dévêtue dans une baignoire regarde un film ou Lingerie Photo Break, des photos d'un mannequin très légèrement vêtue ou encore No-Panty Pub Report où l'équipe de télévision visite un bar de Tokyo dont les serveuses ne portent pas de dessous (No-pan kissa).

## Actrices invitées à l'émission
- Ai Iijima
- Asami Jô
- Anna Kazuki
- Rina Kitahara
- Akira Kiuchi
- Miki Mizuno
- Kei Mizutani
- Kaori Ôhara
- Masaya Yamazaki
- Nami Yasumuro
- Yuki Hitomi
- Shoot Ogawa (1997)